# Écluse de Rompot
L'écluse de Rompot (en néerlandais Roompotsluis) est une écluse située entre la partie sud de l'Oosterscheldekering et l'île Neeltje Jans, province de Zélande, aux Pays-Bas. Elle a été construite dans le cadre du plan Delta et rend la navigation possible entre l'Escaut oriental et la mer du Nord. 
L'écluse porte le nom du chenal de navigation "Roompot" et se situe dans l'ancienne île artificielle Noordland. Lorsque le niveau de l'eau dépasse le NAP de 2,80 mètres, le trafic par cette écluse n'est plus possible, cela noierait la salle des machines.   
Chaque année, 5 000 navires commerciaux et 15 000 bateaux de plaisance l'empruntent.
La N57 passe au-dessus à une altitude de 20 m.

## Source
- (nl) Cet article est partiellement ou en totalité issu de l’article de Wikipédia en néerlandais intitulé « Roompotsluis » (voir la liste des auteurs).